# Saint-Paul-le-Jeune
Saint-Paul-le-Jeune é uma comuna francesa na região administrativa de Auvérnia-Ródano-Alpes, no departamento de Ardèche. Estende-se por uma área de 14,38 km². Em 2010 a comuna tinha 977 habitantes (densidade: 67,9 hab./km²).